# 徐衍璞
徐衍璞（1961年1月—），是生於臺灣臺北縣（現新北市）的中華民國陸軍退役二級上將，為山東省籍與宜蘭縣泰雅族混血，是中華民國國軍第一位具有臺灣原住民族血統的二級上將，畢業於中正國防幹部預備學校高中部中一期（中一期，68年班）、陸軍軍官學校第52期（72年班）、淡江大學戰略所博士生。曾任國防部軍備副部長、陸軍司令、副參謀總長執行官、國防部常務次長、陸軍六軍團指揮官、參謀本部人事參謀次長（聯一次長）、陸軍司令部副參謀長、十軍團參謀長、蘭指部指揮官、六軍團第21砲兵指揮部指揮官、前陸軍總司令陳鎮湘上將辦公室上校秘書等職。

## 生平

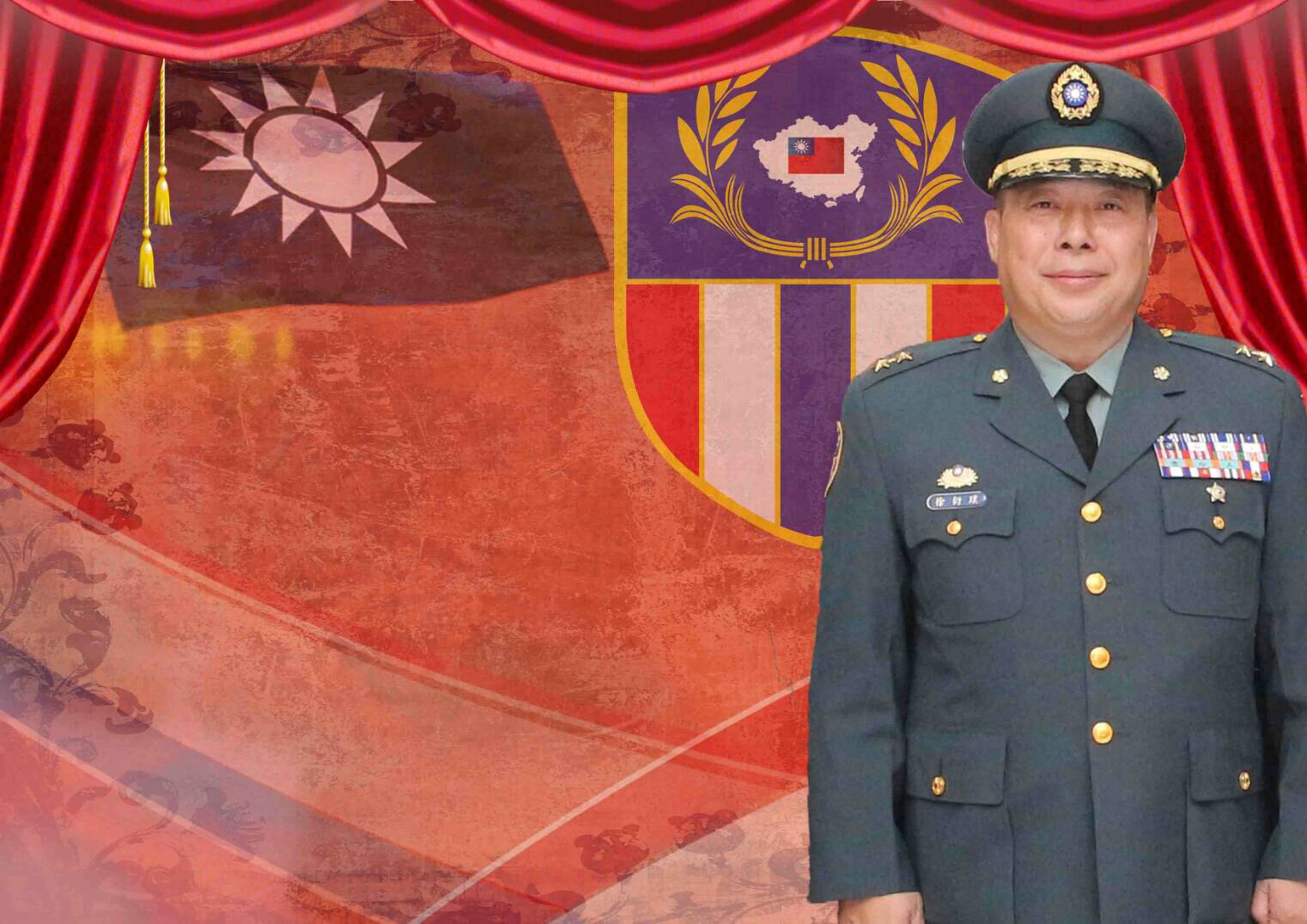
徐衍璞中將（陸軍第六軍團指揮官任內）

徐衍璞是首位具有台灣原住民族血統的中華民國陸軍二級上將，母親及父親分別為臺灣省宜蘭縣南澳鄉金岳村泰雅族人及山東人。徐氏畢業自中正預校高中部1979年班（68年班；中一期）。陸軍官校1983年班砲兵科（72年班；陸官正52期）、元智大學資管系碩士，歷任陸軍砲兵第二一指揮部六二一群上校指揮官、陸軍六軍團砲兵第二一指揮部少將指揮官、陸軍蘭陽地區指揮部少將指揮官、陸軍第十軍團指揮部少將參謀長、陸軍司令部少將副參謀長、參謀本部中將人事參謀次長、六軍團中將指揮官、國防部中將常務次長、參謀本部上將副參謀總長執行官、陸軍司令、國防部軍備副部長等重要軍職。
2006年經國防部列入7月1日將官晉升名單，由上校晉升為少將，2014年7月，於國防部參謀本部人事參謀次長任內進一步晉升中將。2017年4月1日，因任季男中將屆齡退伍，繼任陸軍第六軍團指揮部中將指揮官，也是首位原住民出身的陸軍的軍團指揮官。
2018年12月16日接任國防部（陸軍）常務次長。2020年1月15日國防部發布新聞稿指出，奉總統核定，參謀本部二級上將副參謀總長執行官由國防部常務次長徐衍璞中將調任，同時晉任陸軍二級上將，為陸海空三軍史上首位原住民血統的二級上將，2020年1月16日調任案生效，調任參謀本部副參謀總長執行官並晉任二級上將，2020年1月17日，總統府主持「國軍重要高階幹部晉任布達授階典禮」，總統蔡英文親自授階。
2021年6月24日，國防部公告，奉總統核定，陸軍二級上將司令由參謀本部副參謀總長兼執行官徐衍璞二級上將調任。此調任案以該年7月1日生效，也是首位原住民泰雅族陸軍二級上將司令。
2023年4月18日國防部表示，奉總統蔡英文核定，徐衍璞調任國防部上將軍備副部長，2023年5月1日生效。
2025年1月15日，總統賴清德主持「中華民國114年1月份國軍重要高階幹部授勳授階典禮」，頒授一等寶鼎勳章表彰徐衍璞任內強化台美軍事合作、推動國防科技創新及提升國軍戰力等功績，2025年1月16日屆齡退役。

## 荣誉

### 中华民国勋章奖章
- 四等宝鼎勋章（2018年12月26日于桃园颁授[16]）
- 三等云麾勋章（2020年1月20日于台北博爱营区颁授[17]）
- 二等云麾勋章（2021年7月1日于桃园大汉营区中正堂颁授[18]）
- 一等宝鼎勋章（2025年1月15日于台北總統府颁授[19]）